# All Night (canción de BTS y Juice Wrld)
«All Night» es una canción de RM y Suga de la boy band surcoreana BTS y el rapero estadounidense Juice Wrld, lanzada el 21 de junio de 2019 como el tercer sencillo de la banda sonora del juego BTS World. Fue producido por RM.

## Antecedentes
La canción fue descrita como un «tema hip hop song con un estilo relajado de los 90s». Usa estilos de downtempo, Trap. También incluye ritmos producidos por Powers Pleasant.

## Posicionamiento en listas
| Listas (2019)                                  | Mejor posición |
| ---------------------------------------------- | -------------- |
| Corea del Sur (Gaon)                           | 102            |
| Escocia (Official Charts Company)              | 47             |
| Estados Unidos (Billboard Digital Songs)       | 19             |
| Estados Unidos (Billboard World Digital Songs) | 1              |
| Francia (SNEP Digital)                         | 34             |
| Grecia (IFPI Greece)                           | 100            |
| Nueva Zelanda (RMNZ Hot Singles)               | 17             |
| Reino Unido (OCC Digital)                      | 37             |
| Reino Unido (OCC Independent Singles)          | 40             |